# Comuna Piskî, Cernihiv
Piskî (în ucraineană Піски) este o comună în raionul Cernihiv, regiunea Cernihiv, Ucraina, formată din satele Ienkiv, Pidhirne și Piskî (reședința).

## Demografie
Componența lingvistică a comunei Piskî
     Ucraineană (97,31%)
     Rusă (2,52%)
     Alte limbi (0,17%)
Conform recensământului din 2001, majoritatea populației comunei Piskî era vorbitoare de ucraineană (97,31%), existând în minoritate și vorbitori de rusă (2,52%).